# Чемпионат России по конькобежному спорту 1914
Чемпионат России по конькобежному спорту в классическом многоборье 1914 года — 26-й чемпионат России, который прошёл 25 января 1914 года в Москве на катке «Девичье поле».
Второй раз чемпионом России стал москвич Платон Ипполитов, призёрами — Никита Найдёнов и Сергей Курбатов (оба — Москва).
С 1908 года первенство разыгрывается на трех дистанциях 500, 1500 и 5000 метров. Для получения звания чемпиона России необходимо было победить на двух дистанциях. Последующие места распределялись по сумме очков на дистанциях. Все дистанции разыгрывались в один день.

## Результаты чемпионата
| место     | спортсмен        | город  | очки | 500 м    | 1500 м     | 5000 м     |
| --------- | ---------------- | ------ | ---- | -------- | ---------- | ---------- |
| 1         | Платон Ипполитов | Москва | 4    | 49,4 (2) | 2.33,0 (1) | 9.08,4 (1) |
| 2         | Никита Найдёнов  | Москва | 6    | 48,2 (1) | 2.33,2 (2) | 9.25,6 (3) |
| 3         | Сергей Курбатов  | Москва | 9    | 50,2 (4) | 2.34,8 (3) | 9.17,0 (2) |
| 4         | Яков Мельников   | Москва | 14   | 50,4 (5) | 2.38,8 (4) | 9.35,4 (4) |
| без места | Николай Хорьков  | Москва | 16   | 50,0 (3) | -          | -          |